# Élections municipales vénézuéliennes de 2021
Les élections municipales vénézuéliennes de 2021 ont lieu le 21 novembre 2021 afin de renouveler les membres des  conseils municipaux du Venezuela. Des élections régionales ont lieu simultanément.
Le scrutin a lieu dans le contexte de la nomination de deux figures de l'opposition, Márquez et Roberto Picón au sein du CNE, sans l'aval du chef de l'opposition Juan Guaidó.